# Родинський район
Ро́динський район (рос. Родинский район) — район у складі Алтайського краю Російської Федерації.
Адміністративний центр — село Родино.

## Історія
Район утворений 1924 року.

## Населення
Населення — 18170 осіб (2019; 20719 в 2010, 25482 у 2002).

## Адміністративний поділ
Район адміністративно поділяється на 12 сільських поселень (сільрад):
| Поселення                       | Площа, км² | Населення, осіб (2002) | Населення, осіб (2010) | Населення, осіб (2019) | Центр          | Населені пункти |
| ------------------------------- | ---------- | ---------------------- | ---------------------- | ---------------------- | -------------- | --------------- |
| Зеленолугівська сільська рада   | 130,82     | 743                    | 552                    | 504                    | Зелений Луг    | 1               |
| Каяушенська сільська рада       | 202,07     | 1123                   | 740                    | 503                    | Каяушка        | 2               |
| Кочкинська сільська рада        | 235,62     | 1196                   | 943                    | 820                    | Кочки          | 1               |
| Мирненська сільська рада        | 281,65     | 2450                   | 1948                   | 1855                   | Мирний         | 2               |
| Покровська сільська рада        | 228,62     | 1518                   | 1119                   | 877                    | Покровка       | 3               |
| Роздольненська сільська рада    | 435,56     | 1884                   | 1346                   | 1093                   | Роздольне      | 3               |
| Родинська сільська рада         | 344,99     | 9612                   | 8597                   | 8113                   | Родино         | 1               |
| Степнівська сільська рада       | 213,69     | 1710                   | 1473                   | 1307                   | Степне         | 1               |
| Степно-Кучуцька сільська рада   | 227,42     | 1277                   | 1076                   | 912                    | Степний Кучук  | 1               |
| Центральна сільська рада        | 373,00     | 1936                   | 1432                   | 1056                   | Центральне     | 3               |
| Шаталовська сільська рада       | 214,42     | 951                    | 675                    | 516                    | Шаталовка      | 1               |
| Ярослав-Логівська сільська рада | 212,12     | 1082                   | 818                    | 614                    | Ярославцев Лог | 1               |

- 2010 ліквідована Розумовська сільська рада, територія увійшла до складу Роздольненської сільської ради[4]; ліквідована Вознесенська сільська рада, територія увійшла до складу Центральної сільської ради[5].

## Найбільші населені пункти
Нижче подано список населених пунктів з чисельністю населенням понад 1000 осіб:
| № | Населений пункт | Населення, осіб (2002) | Населення, осіб (2010) |
| - | --------------- | ---------------------- | ---------------------- |
| 1 | Родино          | 9612                   | 8597                   |
| 2 | Мирний          | 1933                   | 1607                   |
| 3 | Степне          | 1710                   | 1473                   |
| 4 | Степний Кучук   | 1277                   | 1076                   |